# Pantelis Hatzidiakos
Pantelis Hatzidiakos (en griego: Παντελής Χατζηδιάκος; Rodas, 18 de enero de 1997) es un futbolista griego, nacionalizado neerlandés, que juega en la demarcación de defensa para el F. C. Copenhague de la Superliga de Dinamarca.

## Selección nacional
Tras jugar en la selección de fútbol sub-16 de los Países Bajos, la sub-17, en la selección de fútbol sub-17 de Grecia y en la sub-21, finalmente debutó el 12 de octubre de 2019 en un encuentro de clasificación para la Eurocopa 2020 contra Italia que finalizó con un resultado de 2-0 a favor dle combinado italiano tras los goles de Jorginho y Federico Bernardeschi.

## Clubes
| Club                      | País         | Año       | Partidos | Goles |
| ------------------------- | ------------ | --------- | -------- | ----- |
| Jong AZ                   | Países Bajos | 2016      | 32       | 0     |
| AZ Alkmaar                | Países Bajos | 2015-2023 | 213      | 6     |
| Cagliari Calcio           | Italia       | 2023-2024 | 15       | 0     |
| F. C. Copenhague (cedido) | Dinamarca    | 2024-     | 40       | 3     |

## Palmarés

### Campeonatos nacionales
| Título                 | Club             | País         | Año  |
| ---------------------- | ---------------- | ------------ | ---- |
| Tweede Divisie         | Jong AZ          | Países Bajos | 2017 |
| Superliga de Dinamarca | F. C. Copenhague | Dinamarca    | 2025 |
| Copa de Dinamarca      | F. C. Copenhague | Dinamarca    | 2025 |